# Colonização francesa da América
O processo de colonização francesa da América iniciou-se no século XVI, no contexto das grandes navegações e da descoberta de novos territórios e rotas marítimas pelos europeus. Seguindo-se a onda colonialista inaugurada por espanhóis e portugueses, franceses, ingleses e holandeses buscaram se instalar em regiões nas quais os primeiros colonizadores ainda não estivessem estabelecidos, causando muitos conflitos e guerras entre os países colonizadores.
Os franceses conseguiram se fixar na América do Norte, nas regiões do rio São Lourenço e dos Grandes Lagos da América do Norte. A partir de 1603, formaram as colônias de Terra Nova, Nova Escócia (Acádia) e Nova França (Canadá). Em 1608 foi fundada Québec e em 1643 Montreal. Em 1682, surgiu a cidade de Nova Orleans, localizada no vale do Rio Mississippi no Estado da Louisiana.
Assumiram o controle de algumas ilhas do Caribe (Hispaniola (República Dominicana e Haiti), Guadalupe, Martinica, Santa Lúcia e Tobago) e de uma parte da América do Sul, que ficou conhecido como Guiana Francesa. As colônias comerciavam açúcar, peixe e frutas. Para manter o controle das colônias, a Coroa francesa utilizou-se de autoridades locais. O povoamento foi pequeno, e as colônias acabaram servindo apenas como postos comerciais

## Por região

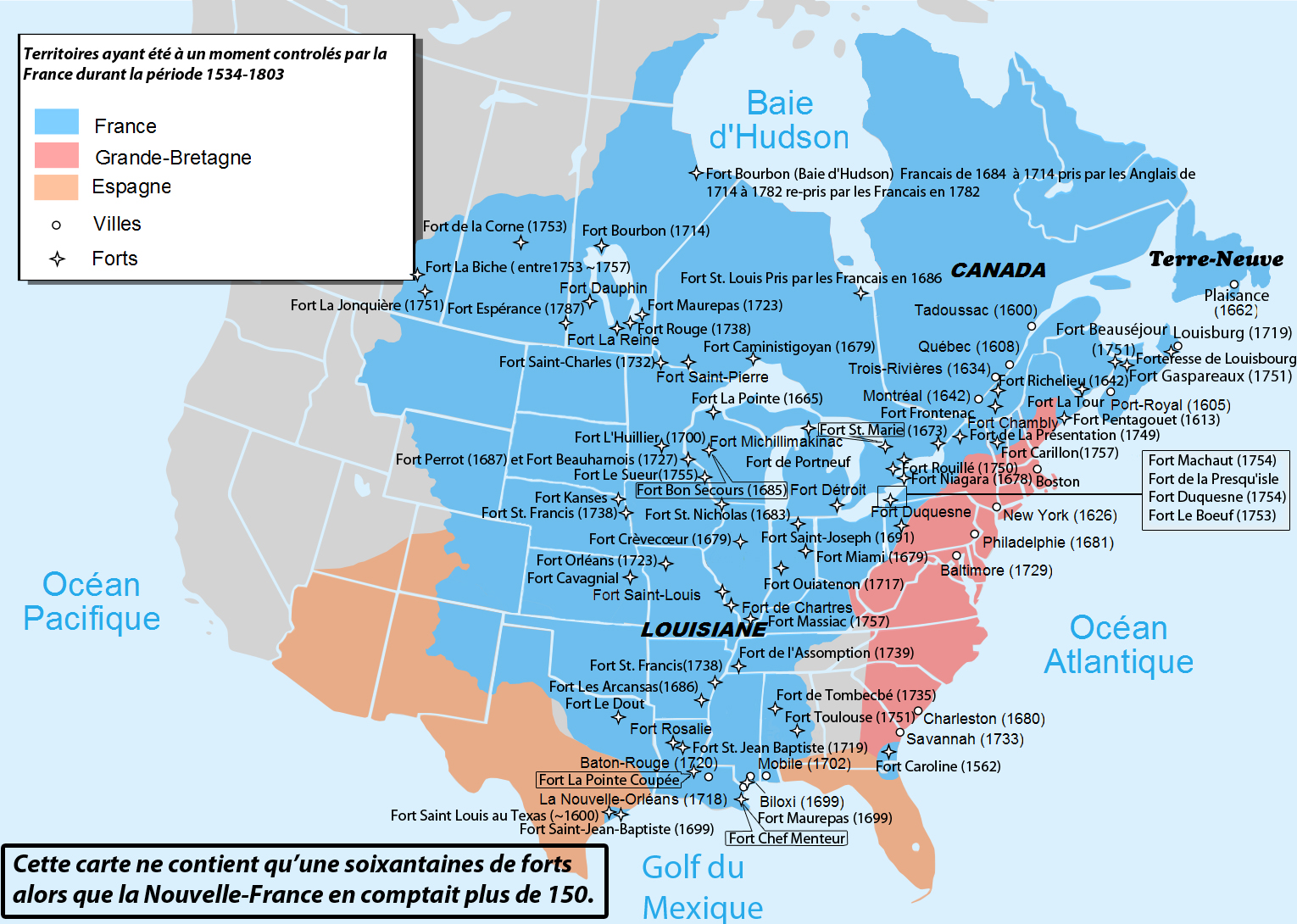
Mapa da América do Norte em 1750: possessões francesas estão em azul, britânicas em rosa e espanholas em laranja.

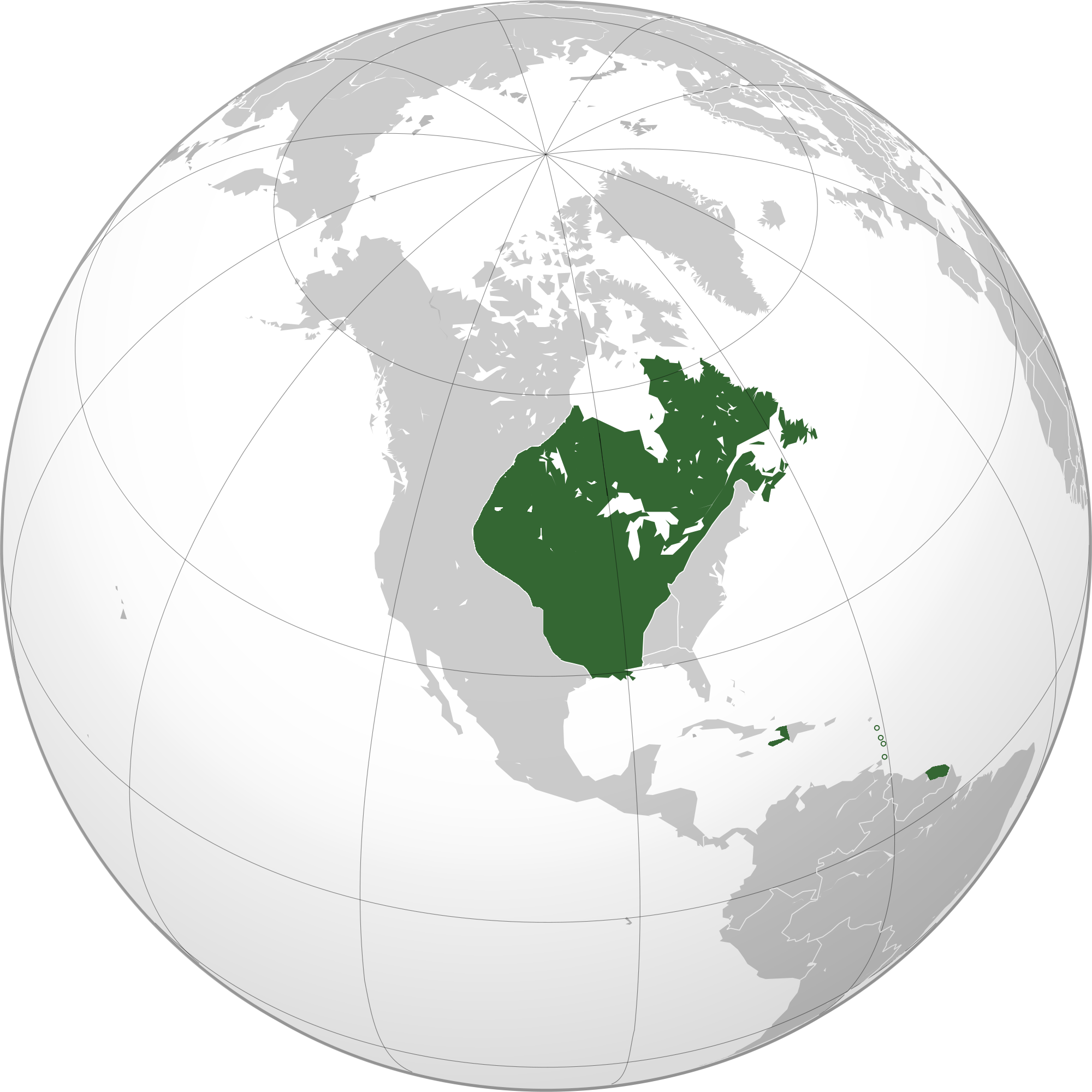
Colônias francesas na América.

### América do Norte
Assim como os portugueses e os espanhóis, os primeiros exploradores franceses que chegaram na região buscavam rotas paras as Índias e jazidas de metais preciosos. Em 1524, o rei da França enviou o explorador italiano Giovanni da Verrazano para explorar a região entre a Flórida e Terra Nova buscando um caminho para o Oceano Pacífico. Sem conseguir seu objetivo, ele contudo foi o primeiro europeu que a história oficial considera ter explorado a costa americana do Atlântico Norte (EUA e Canadá). Alguns acreditam que a Terra Nova foi descoberta em 1472 pelo navegador português João Vaz Corte Real, vinte anos antes de Cristóvão Colombo aportar na América.
Em 1534, Jacques Cartier fez a primeira das três viagens de exploração de Terra Nova e rio São Lourenço. Em 1541, Cartier foi em busca do lendário Reino de Saguenay e fundou um povoado permanente no São Lourenço. Em agosto de 1541 foi construído uma fortificação denominada Charlesbourg-Royal, depois abandonado, onde hoje fica Quebec. Cartie continuou a busca do lugar lendário e chegou ao rio Ottawa. Cartier voltou para a França em 1542.
Em 1562, o rei Carlos IX enviou Jean Ribault e um grupo de huguenotes (protestantes franceses) para fundar uma colônia no Norte da América. Eles exploraram o Rio St. Johns onde atualmente fica Jacksonville, Florida. O segundo em comando René Goulaine de Laudonnière fundou o Fort Caroline em 22 de junho de 1564. Em 1565 a Espanha através de Pedro Menéndez de Avilés fundou a colonia de St. Augustine a 60 km ao sul, ameaçando as forças francesas do Fort Caroline. Menéndez marchou com suas tropas e saqueou o Fort Caroline em 20 de setembro de 1565, assassinando muitos e fazendo com que a França abandonasse definitivamente a área.
No século XVI a França, que havia concentrado seus interesses no Canadá, fundou Tadoussac em 1599. Em 1608, Samuel de Champlain estabeleceu um posto comercial que deu origem a cidade de Quebec, que depois se tornaria a capital da Colônia Francesa do Norte da América. Em Quebec, Champlain foi forçado a se aliar a nativos contra o ataque dos índios iroqueses. A exploração dos Grandes Lagos prosseguiu e em 1634 Jean Nicolet chegou ao atual Wisconsin. Em 1663, Louis XIV declarou a Nova França como uma colônia real. Foram enviadas embarcações contendo 775 mulheres para que se casassem com os assentados na região; a população na região começou a crescer e chegou a 85.000 pessoas em 1754. Fora do domínio real, padres jesuítas e huguenotes continuaram a se estabelecer na região do rio Hudson e New York.
Trilhando caminhos abertos pelos exploradores Marquette e Jolliet e René-Robert Cavelier, os franceses viajaram pelo delta do Mississippi e em 1682 estabeleceram o território de Louisiana em homenagem a Luís XIV da França. Foram construídos postos comerciais e fortificações no novo território. Em 1684 foi construído o Forte Saint Louis, próximo a Victoria, Texas. Em 1699 a colônia de Louisiana já estava consolidada. Em 1718 foi fundada a cidade de New Orleans, futura capital da colônia. Em função dessa colonização, surgiram várias conflitos com os britânicos e nativos.
Em 10 de fevereiro de 1783 foi assinado o Tratado de Paris, que dividiu o território francês entre britânicos e espanhóis. Durante as guerras napoleônicas, a França retomou algumas de suas possessões no Norte da América, após o Tratado de Santo Ildefonso (1796). Desinteressado pela área, Napoleão acabou vendendo o território da Louisiana para os EUA.

### América do Sul

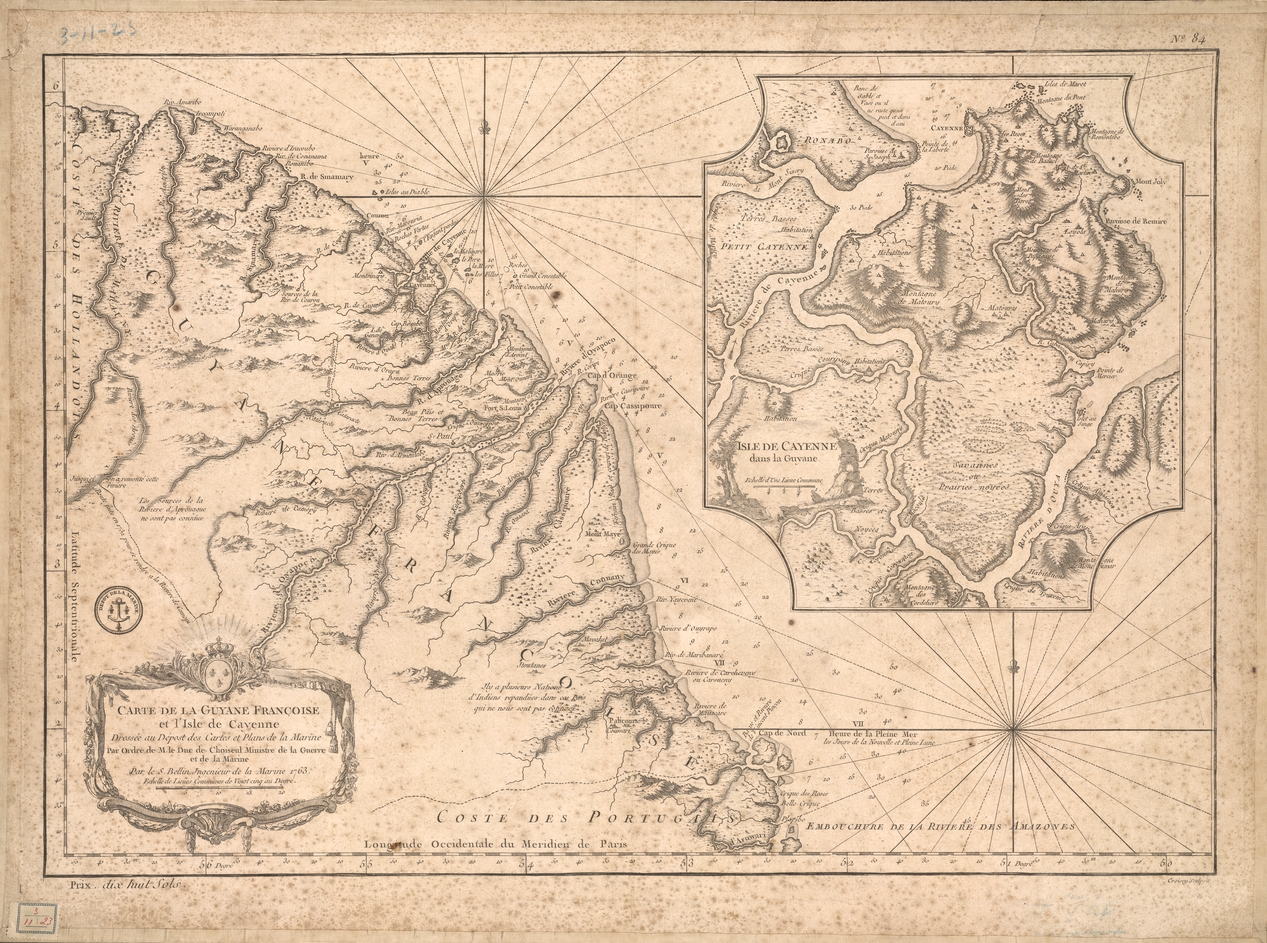
Mapa da Guiana Francesa e da Ilha da Caiena feito em 1793 por Jacques-Nicolas Bellin (1703-1772), um cartógrafo atribuído à Marinha Francesa.

Entre 1555 à 1567, huguenotes franceses sob a liderança do vice-almirante Nicolas Durand de Villegagnon, iniciaram aquilo que seria a futura colônia da França Antártica. Tentaram invadir o Brasil através da Guanabara (Rio de Janeiro), mas foram expulsos pelos nativos e por portugueses. Entre 1612 à 1615, tentaram novamente em São Luís no Maranhão (Considerada a única cidade fundada por franceses no Brasil).
A Guiana Francesa foi primeiro colonizada pelos franceses em 1604. De 1851 a 1951 foi o local em que se construiu a famigerada colônia penal da Ilha do Diabo (Île du Diable). Atualmente a Guiana continua sob o domínio da França.
Apesar de começarem a perder imensa costa que ia do nordeste da capitania de Itamaracá (depois denominada São Domingos e por fim Paraíba do Norte em diferenciação ao Paraíba do Meio em Alagoas e ao Paraíba do Sul em São Paulo) até as Guianas (portanto o nordeste sul-americano inteiro e partes do norte nas mãos de franceses, holandeses e ingleses) a partir de meados de 1585 com a fundação da primeira cidade ao norte de Salvador (que foi a única capital do Brasil com mais de 2 séculos seguidos com tal status) e vila de Olinda,  os franceses foram a maior força europeia durante quase todo o século XVI na maior parte do nordeste sul-americano (na verdade até 1600 somente PB e o leste do RN haviam sido resgatados do domínio francês; do oeste do RN até o AP ainda eram de facto colônias francesas).